# Amel Bent
Amel Bent Bachir (em árabe:أمل بنت بشير, Paris, 21 de junho de 1985) é uma cantora francesa de R&B e pop.

## Biografia
Amel Bent cresceu na comuna francesa de La Courneuve, filha de pai argelino e mãe marroquina. Ela tem um irmão e uma irmã
Seu salto na carreira começou depois de chegar às semifinais do reality show Nouvelle Star 2, a versão da França de Pop Idol. Embora seu desempenho não tenha chegado à final, ela ainda era notada por alguns dos produtores do programa e acabaria lançando seu álbum de estreia no final daquele ano, intitulado:  Un Jour d'été , lançado no final de 2004. 

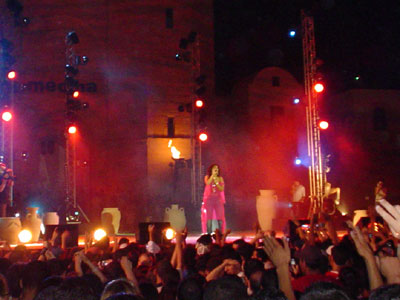
Amel Bent no TF1 Concerto para a Tolerancia em Yasmine Hammamet na Tunísia.

O álbum venderia mais de 550.000 cópias somente na França, mas o sucesso do álbum seria derivado do single "Ma Philosophie", que venderia mais de 500.000 cópias, permanecendo no slot número 1, na França, por mais de seis semanas durante e depois das vendas.
Em 2012, Bent foi uma das competidoras durante a Terceira temporada de Danse avec les stars. Ela e seu parceiro Christophe Licata terminaram em segundo lugar, mas venceram o especial de Natal do show de dança de celebridades.
Bent co-estrelou seu single "je reste", de 2011, com o ator de Metal Hurlant Chronicles, Karl E. Landler.
Sua carreira começou a saltar depois de fazer sucesso nas meias finais do reality show "Nouvelle Star 2", a versão francesa de Ídolos . Embora não chegou à final, ela era observada por alguns dos produtores do show, e acabou fazendo seu álbum de estreia mais tarde nesse ano, intitulado: Un Jour d'été , lançado no final de 2004. O álbum venderia mais de 550.000 cópias só em França, mas o sucesso do álbum acabaria por ser derivado do single, " Ma Philosophie ", que teria de vender mais de 500.000 cópias, permanecendo na posição No.1 , na França, por mais de seis semanas, durante e depois da venda.